# 2001
Cette page concerne l'année 2001 (MMI en chiffres romains) du calendrier grégorien.   Pour les autres significations, voir 2001 (homonymie).
L'année 2001 est une année commune qui commence un lundi.
C'est la 2001e année de notre ère, la première du IIIe millénaire, du XXIe siècle,, et la 2e de la décennie 2000-2009.
Les attentats du 11 septembre ainsi que le début de la seconde guerre d'Afghanistan, constituent les événements marquants de l'année et même du premier quart du siècle. Les attentats du 11 septembre sont parfois considérés comme le fait déclencheur de la guerre contre le terrorisme et mis en parallèle avec la chute du mur de Berlin en 1989, qui a marqué la fin de la guerre froide.

## Autres calendriers
L'année 2001 du calendrier grégorien correspond aux dates suivantes :
- Calendrier berbère : 2950 / 2951
- Calendrier chinois : 4698 / 4699 (le Nouvel An chinois 4699 de l’année du serpent de métal a lieu le 24 janvier 2001[4])
- Calendrier hébraïque : 5761 / 5762 (le 1er tishri 5762 a lieu le 18 septembre 2001[5])
- Calendrier indien : 1922 / 1923 (le 1er chaitra 1923 a lieu le 22 mars 2001[5])
- Calendrier musulman : 1421 / 1422 (le 1er mouharram 1422 a lieu le 26 mars 2001[5])
- Calendrier persan : 1379 / 1380 (le 1er farvardin 1380 a lieu le 21 mars 2001[5])
- Calendrier républicain : 209 / 210 (le 1er vendémiaire 210 a lieu le 22 septembre 2001[5])
  - Jours juliens : de 2 451 910,5 à 2 452 275,5[6],[5]

## Chronologie territoriale

### Monde
- 15 janvier : lancement de la première édition de Wikipédia sur Internet.
- 25 janvier : ouverture du premier Forum social mondial à Porto Alegre au Brésil.
- 16 avril : signature par 800 délégués de partis Verts de la Charte des Verts mondiaux à Canberra en Australie.
- Juillet : les États-Unis refusent qu'un traité mette en place une vérification sur la production d'armes bactériologiques, interdites depuis 1972.
- 20-22 juillet : le sommet du G8 à Gênes attire 300 000 manifestants. Le 21 juillet, un policier tue l'un d'entre eux, Carlo Giuliani. Les manifestations qui entourent ce sommet génèrent quelque 300 blessés.
- 11 septembre : attentats-suicides du World Trade Center et du Pentagone perpétrés avec des avions détournés par des membres d'Al-Qaïda. Les deux tours jumelles du World Trade Center s'effondrent, faisant près de 3 000 morts de 93 nationalités[7]. C’est le plus lourd attentat jamais perpétré sur le sol américain.
- 13 septembre : la Maison-Blanche annonce qu’Oussama ben Laden est le commanditaire des attentats du 11 septembre.
- 15 septembre : le président américain George W. Bush utilise pour la première fois la formule « guerre contre le terrorisme ».
- 19 septembre : en Afghanistan, les oulémas (docteurs de la foi), convoqués par le mollah Mohammed Omar, chef spirituel des Talibans, exhortent Oussama ben Laden de quitter volontairement le pays, tout en menaçant d’appeler à la guerre sainte en cas d’intervention militaire américaine.
- 20 septembre : dans le combat mondial contre le terrorisme, le président George W. Bush appelle l’armée américaine à se tenir prête ainsi que le peuple américain à rester « calme et déterminé » et exhorte les nations du monde entier à rejoindre la coalition antiterroriste, qu’il veut mettre sur pied pour répondre aux attentats du 11 septembre.
- 7 octobre : les États-Unis commencent les bombardements sur l’Afghanistan.
- 2 novembre : Déclaration universelle de l'UNESCO sur la diversité culturelle.
- 13 novembre : Kaboul, désertée par les talibans, tombe entre les mains de l'Alliance du Nord soutenue par les États-Unis.
- 7 décembre : Kandahar, dernier bastion des talibans, tombe, tandis que leur leader, le mollah Omar, prend la fuite.
- 17 décembre : l'ultime poche de résistance des combattants proches d'Al-Qaïda en Afghanistan, dans les montagnes de Tora Bora, est réduite.

### Afrique
- 16 janvier : assassinat, à Kinshasa, de Laurent-Désiré Kabila, président de la République démocratique du Congo.
- 18 avril : en Kabylie (Algérie), l’assassinat d’un jeune kabyle par la gendarmerie algérienne à Beni Douala provoque plusieurs mois d’émeutes : le Printemps noir. La répression fera au total 123 morts et des milliers de blessés.
- 29 avril : victoire de la coalition présidentielle aux élections législatives au Sénégal. Abdoulaye Wade conforte sa victoire de la présidentielle de mars 2000.
- 10 août : en Angola, une embuscade menée par les rebelles de l’UNITA contre un train transportant environ 500 réfugiés provoque 252 morts, dont des enfants et des personnes âgées.
- 31 août : la conférence mondiale contre le racisme, organisée par l'O.N.U., ouvre à Durban en Afrique du Sud.
- 10 novembre : inondations et coulées de boue tuent plus de 900 personnes en Algérie.

### Amérique
- 11 janvier : Lucien Bouchard démissionne à la fois comme chef du Parti québécois et comme premier ministre du Québec, mais assume l’intérim aux fonctions de premier ministre.
- 20 janvier : George W. Bush succède à Bill Clinton comme président des États-Unis[8] d’Amérique, après avoir remporté de justesse l’élection présidentielle américaine en 2000.
- 8 mars : Bernard Landry succède à Lucien Bouchard à la tête du gouvernement du Québec, à la suite de la démission de ce dernier.
- 19 - 22 avril : sommet des Amériques dans la ville de Québec.
- 11 juin : Timothy McVeigh, coupable de l'attentat d'Oklahoma City en 1995, est exécuté dans une prison de l'Indiana.
- 28 juillet : au Pérou, début du mandat présidentiel d’Alejandro Toledo.
- 11 septembre :  attentats terroristes aux États-Unis, simultanément à Manhattan et au Pentagone faisant au total 3 000 morts environ.
- 18 septembre : début des attaques bactériologiques à l'anthrax, par lettres contaminées, visant des personnalités des médias ou de la politique. Elles se poursuivent jusqu'en novembre et tuent cinq personnes.
- 4 octobre : les autorités américaines officialisent le premier cas d'attaque par lettre contaminée à l'anthrax.
- 5 octobre : le gouverneur de la Pennsylvanie, Tom Ridge, devient le premier secrétaire à la Sécurité intérieure des États-Unis.
- 10 octobre : le FBI publie sa liste des 22 terroristes les plus recherchés.
- 26 octobre : George W. Bush signe le Patriot Act.
- 13 novembre : George W. Bush autorise les tribunaux militaires à juger les ressortissants étrangers soupçonnés de liens avec le terrorisme.
- 11 décembre : inculpation, aux États-Unis, du Français Zacarias Moussaoui, pour son implication dans les attentats du 11 septembre 2001.
- 12 décembre : adoption par les chefs d’État ou de gouvernement des pays de l'Association des États de la Caraïbe (AEC), réunis sur l'île de Margarita, au Venezuela de la Déclaration de Margarita, « reconnaissant la mer des Caraïbes comme patrimoine commun de la région, et comme un actif inestimable ».
- 13 décembre : George W. Bush annonce que les États-Unis se retirent du traité ABM (anti-missiles balistiques) signé avec les Soviétiques en 1972.
- 20 décembre : en Argentine, la répression de manifestations, à Buenos Aires, contre la gestion gouvernementale de la crise économique, cause la mort de 26 participants.
- 21 décembre : le président argentin Fernando de la Rúa démissionne.
- 22 décembre : à bord d'un vol Paris-Miami, un passager, Richard Reid, tente sans succès de faire exploser ses chaussures. Il est arrêté lors de l’arrivée aux États-Unis.

### Asie

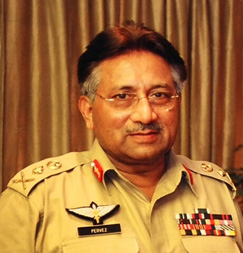
Pervez Musharraf.

- 1er janvier : Calcutta, la grande ville du Bengale indien est officiellement renommée Kolkata.
- 20 janvier : Gloria Macapagal Arroyo est nommée présidente des Philippines après quatre jours d'émeute qui ont abouti au retrait de son prédécesseur Joseph Estrada.
- 26 janvier : un violent séisme frappe la région du Gujarat en Inde, tuant plus de 20 000 personnes.
- 1er avril : collision entre un Lockheed EP-3 et un Shenyang J-8 près de Hainan en Chine.
- 26 avril : Jun’ichirō Koizumi du PLD devient premier ministre du Japon.
- 1er juin : le prince Dipendra assassine son père, le roi du Népal Birendra, et plusieurs membres de sa famille avant de se suicider. Le frère du roi, Gyanendra, accède au trône trois jours plus tard.
- 8 juin : Massacre de l'école d'Ikeda, ce jour-là, Mamoru Takuma, assassine 8 écoliers, et blesse 15 autres personnes au couteau.
- 20 juin : Pervez Musharraf devient officiellement Président du Pakistan après avoir mené un coup d'État en 1999.
- 29 juin, Tibet : début de la construction d’un chemin de fer entre Golmud (Qinghai) et Lhassa. Long de 1 084 km et franchissant des cols à 5 000 mètres, il est inauguré le 1er juillet 2006.
- 8 août : Lyonpo Khandu Wangchuk devient Premier ministre du Bhoutan.
- 13 décembre : des terroristes islamistes cachemiris attaquent le Parlement indien à New Delhi. Quatorze personnes sont tuées, et la tension avec le Pakistan est ravivée.
- 22 décembre : 
  - Hamid Karzai prend la tête du gouvernement provisoire en Afghanistan.
  - Navire nord-coréen espion coulé par la Garde côtière du Japon, 15 agents nord-coréens sont tués au large de la côte îles Amami, Japon.

### Moyen-Orient

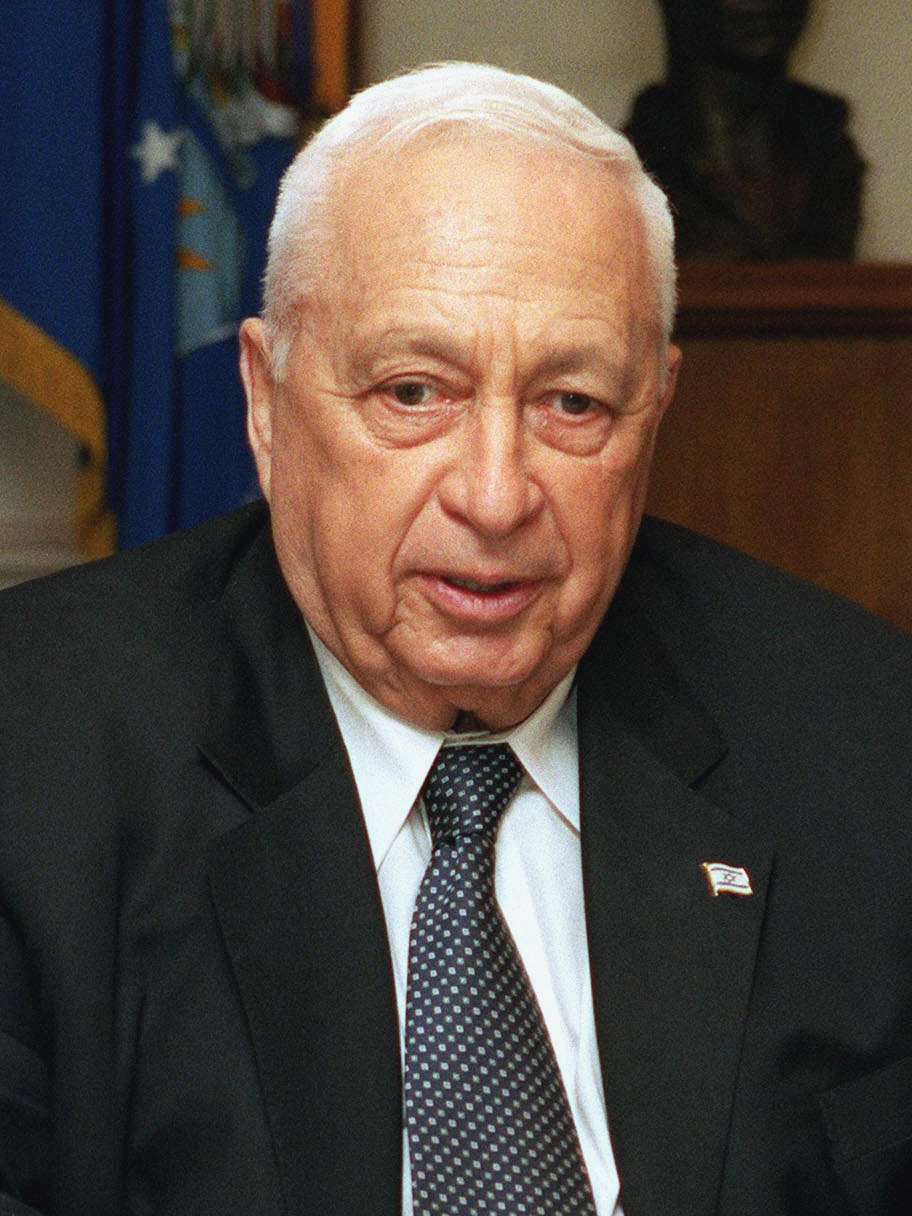
Ariel Sharon en 2002.

- 21- 28 janvier : les négociations de Taba en Égypte dans la ligne des propositions du président Bill Clinton s'achèvent sans règlement de paix.
- 6 février : Ariel Sharon devient Premier ministre d'Israël après le succès électoral du Likoud.
- 1er mars : Afghanistan, début du dynamitage des statues des Bouddhas de Bâmiyân, qui s'achève à la fin du mois.
- 6 mars : publication dans le quotidien égyptien El Midan d'une interview accordée par l'écrivaine égyptienne Nawal El Saadawi, à la suite de l'interdiction de plusieurs de ses ouvrages à la foire internationale du livre du Caire, dans laquelle elle dit que le pèlerinage à La Mecque (où 35 pèlerins sont morts dans des bousculades la veille) et embrasser la Pierre noire relèvent du paganisme.
- 27 mars : le grand mufti d'Égypte, Nasr Farid Wassel, exige que l'écrivaine Nawal El Saadawi renie les propos rapportés par le journal El Midan au sujet du pèlerinage à La Mecque, ce qu'elle fera à son retour en Égypte vers la mi-mai.
- 4 mai : inauguration de la grande mosquée du sultan Qabus à Mascate.
- 1er juin : un attentat-suicide dans une discothèque à Tel Aviv, revendiqué par le Hamas, coûte la vie à 21 jeunes Israéliens.
- 9 septembre : le commandant Ahmed Chah Massoud est assassiné par deux kamikazes en Afghanistan. Il avait, en tant qu’invité au Parlement européen, averti des dangers que courait l’Occident en raison de l’intégrisme de la région.
- 17 octobre : assassinat du général israélien Rehavam Zeevi, ministre du Tourisme dans le gouvernement d'Ariel Sharon, par le FPLP, au cours de la seconde intifada.

### Europe
- 1er janvier : la Grèce intègre la zone euro.
- 10 janvier : le Parlement polonais nomme l'ancien vice-premier ministre et ministre de l'Économie Leszek Balcerowicz, principal architecte de la profonde mutation de la Pologne au cours des années 1990, au poste de président de la Banque nationale de Pologne.
- 31 janvier : le tribunal écossais aux Pays-Bas condamne le Libyen Abdel Basset Ali al-Megrahi pour sa participation à l'attentat de Lockerbie en 1988.
- 12 février : publication du livre d’Edwin Black, IBM et l’Holocauste, sur la collaboration de l’entreprise IBM avec l’Allemagne nazie.
- 20 février, Royaume-Uni : début de la crise de la fièvre aphteuse touchant les moutons.
- 1er avril : aux Pays-Bas, une loi autorise le mariage entre homosexuels. C'est une première mondiale.
- 13 mai :
  - Espagne : élections régionales au Pays basque espagnol, dans un contexte de tension avec ETA. Les nationalistes modérés en sont les principaux vainqueurs.
  - La coalition de Silvio Berlusconi remporte les élections législatives en Italie.
- 21 mai :
  - France : loi no 2001-434 du 21 mai 2001 tendant à la reconnaissance de la traite et de l'esclavage en tant que crime contre l'humanité, dont Christiane Taubira, alors députée, est rapporteur
- 7 juin, Royaume-Uni : le Parti travailliste du Premier ministre Tony Blair remporte, pour la deuxième fois consécutive, les élections législatives.
- 15 juin : ouverture du Sommet de l'Union européenne à Göteborg, en Suède : la police ouvre le feu sur des militants antimondialistes, dont trois sont blessés par balles.
- 28 août, Belgique : spectaculaire opération de levage (huit heures) de la tour du Millénaire, tour d'observation construite depuis le mois de mars sur le territoire de la commune de Gedinne, sur le plateau de la Croix-Scaille, dans les Ardennes belges.
- 21 septembre : l'usine AZF de Toulouse explose, provoquant 30 morts et des milliers de blessés. En 2009, un premier procès à l'encontre de l'ex-directeur de l'usine, de sa société et de la maison-mère Total voyait la relaxe de tous les accusés faute de certitudes. Après l'annulation en 2015 du procès en appel de 2012 à l'issue duquel le directeur et la société avaient été condamnés, un nouveau procès a lieu en 2017[9].
- 27 septembre: À Zoug, en Suisse, un homme entre dans le parlement et tue 14 personnes, en blessant 14 autres avant de se suicider, lors de ce qui est communément appelé la Fusillade de Zoug. Il s'agit de l'attentat le plus meurtrier que la Suisse ait connu.
- Décembre, Portugal :
  - le Premier ministre socialiste António Guterres démissionne ;
  - le président Jorge Sampaio convoque des législatives anticipées pour le 17 mars 2002.
- 15 décembre : déclaration de Laeken : au sommet européen, convocation de la Convention sur l'avenir de l'Europe.

#### Balkans
- 23 janvier : le procureur du Tribunal pénal international pour l'ex-Yougoslavie, Carla Del Ponte, demande aux autorités de Belgrade de remettre au tribunal l'ex-président yougoslave Slobodan Milošević.
- 14 mars : la police macédonienne essuie des tirs des rebelles de l'Armée de libération nationale, dans la ville de Tetovo, au nord du pays[10]. La bataille de Tetovo durera plusieurs mois pendant l'insurrection albanaise de 2001 en Macédoine[11].
- 31 mars : l'ancien président de la Serbie et de la Yougoslavie Slobodan Milošević se rend aux forces spéciales de son pays à Belgrade.
- 28 juin : transfert de Slobodan Milošević à La Haye, pour être jugé par le Tribunal pénal international pour l'ex-Yougoslavie.
- 1er août : accords d'Ohrid conclus entre le gouvernement de Macédoine et l'Armée de libération nationale, portant notamment sur le statut de la langue albanaise et la réforme de la police.
- 2 août : le général de l'armée des Serbes de Bosnie Radislav Krstić, reconnu coupable de génocide par le TPI de La Haye, est condamné à 46 ans de prison pour son rôle dans le massacre de milliers de musulmans à Srebrenica, en Bosnie-Herzégovine en juillet 1995. L'inculpation de génocide sera retirée lors du passage en appel de l'affaire mais le tribunal conservera l'inculpation de complicité de génocide.

## Chronologie thématique
Énergies utilisées en 2001 dans le monde.
- Pétrole (35,4 %)
- Charbon (23,7 %)
- Gaz naturel (21,6 %)
- Énergies renouvelables (12 %)
- Énergie nucléaire (7,3 %)

### Art et culture
- 16 novembre : le film de Harry Potter, Harry Potter à l'école des sorciers, sort au cinéma et obtient un franc succès.

### Économie et commerce
- 30 mars : Sega cesse la commercialisation de la Dreamcast et se retire complètement du milieu hardware.
- 22 juin : la Game Boy Advance sort en Europe.
- 7 juillet : Le Groupe BMW lance la nouvelle Mini.
- 11 septembre : arrêt de la Bourse américaine durant deux jours à cause des attentats du World Trade Center et du Pentagone.
- 2 octobre : faillite de la compagnie aérienne Swissair.
- 23 octobre : Apple lance l'iPod.
- 25 octobre : Microsoft lance Windows XP.
- 7 novembre : faillite de la compagnie aérienne belge Sabena.
- 11 novembre : la République populaire de Chine est admise à l'Organisation mondiale du commerce après 15 ans de négociations[13].
- 2 décembre : le géant de l’énergie Enron se place sous la protection du chapitre 11 de la loi sur les faillites des États-Unis.

### Sciences et techniques
- 23 mars : la station orbitale Mir se désintègre dans l'atmosphère au-dessus du Pacifique Sud, non loin de l'archipel des Fidji.
- Avril : découverte du rôle de l'hepcidine comme l’hormone principale de la régulation de l’homéostasie du fer dans l’organisme par une équipe de chercheurs de l’Institut Cochin en collaboration avec des chercheurs de l’unité Inserm 409 (hôpital Bichat) suscitant un nouvel espoir comme traitement préventif de l’hémochromatose.
- 28 avril : le millionnaire américain Dennis Tito devient le premier touriste de l'espace, à bord du Soyouz TM-32. Il redescend sur terre le 6 mai.
- 30 juin : lancement de la sonde spatiale américaine WMAP destinée à l’étude de l’anisotropie du rayonnement thermique cosmologique.
- 1er août : des scientifiques israéliens annoncent avoir réussi pour la première fois à fabriquer des cellules cardiaques à partir d’un embryon humain.
- 15 octobre : la sonde spatiale Galileo lancée par la NASA s'approche à 180 kilomètres du satellite de Jupiter Io.

### Transport
- 12 novembre : le vol 587 d'American Airlines à destination de la République dominicaine s'écrase à New York. 265 personnes sont tuées.

### Sport
- 10 février : en voile, Michel Desjoyeaux gagne le Vendée Globe en 93 jours, 3 heures et 57 minutes.
- juin : création de la Société de sociologie du sport de langue française.
- 10 juin : la France remporte la Coupe des confédérations.
- 17 juin : les 24 heures du Mans sont remportés par l'écurie Audi avec les pilotes Frank Biela, Tom Kristensen et Emanuele Pirro.
- 13 juillet : Pékin remporte l'organisation des Jeux olympiques d'été de 2008.

## Distinctions internationales

### Prix Nobel
Les lauréats du Prix Nobel en  2001 sont :
- Prix Nobel de physique : Eric A. Cornell, Wolfgang Ketterle et Carl E. Wieman.
- Prix Nobel de chimie : William S. Knowles, Ryoji Noyori et K. Barry Sharpless.
- Prix Nobel de physiologie ou médecine : Leland H. Hartwell, R. Timothy Hunt et Sir Paul M. Nurse.
- Prix Nobel de littérature : Vidiadhar Surajprasad Naipaul.
- Prix Nobel de la paix : les Nations unies et leur secrétaire général Kofi Annan.
- « Prix Nobel » d'économie : George Akerlof, Michael Spence et Joseph Stiglitz.

### Autres prix
- Prix Pritzker (architecture) : Jacques Herzog et Pierre de Meuron.

## Décès en 2001

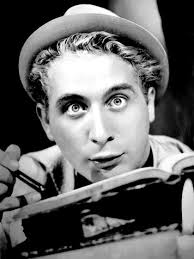
Charles Trenet.

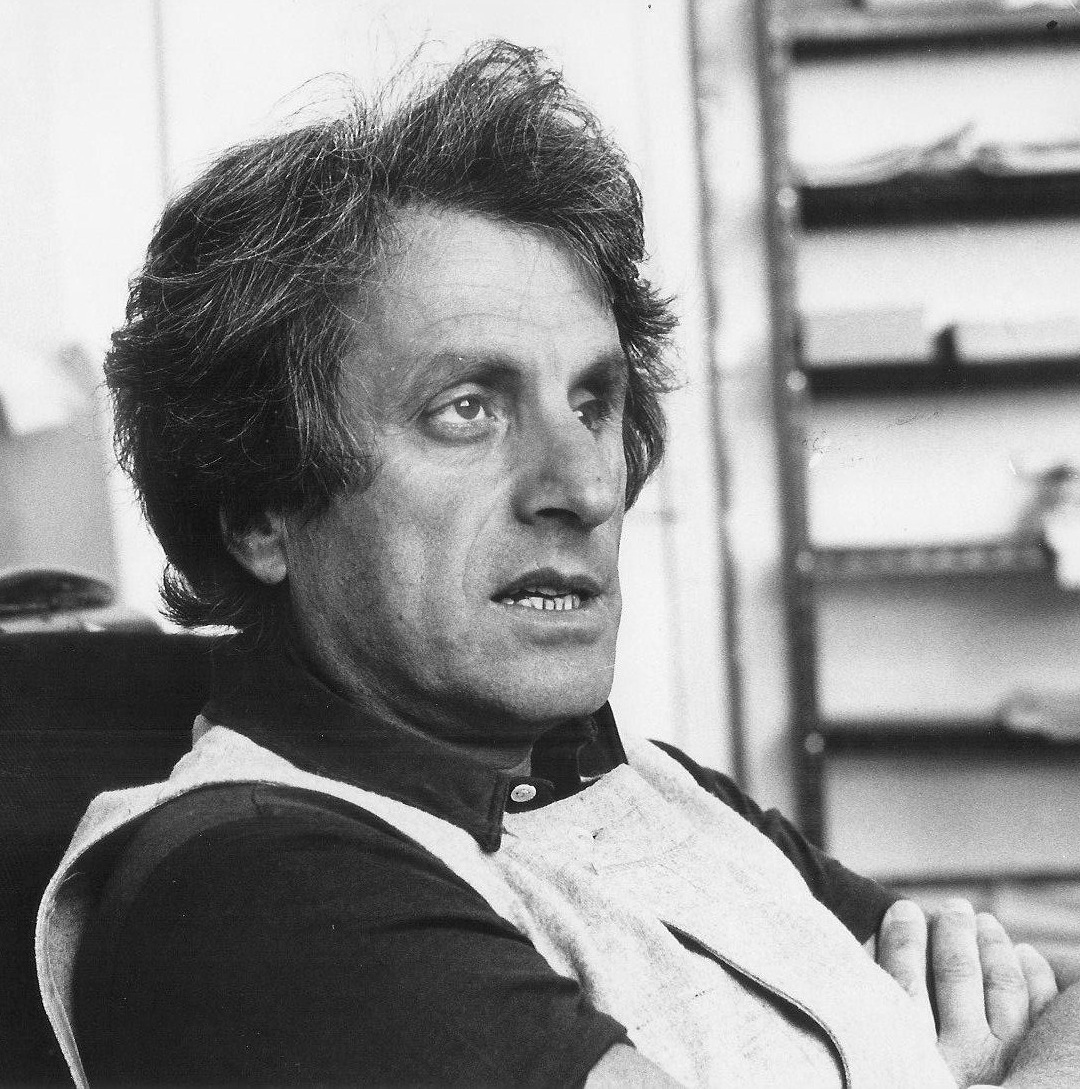
Iannis Xenakis.

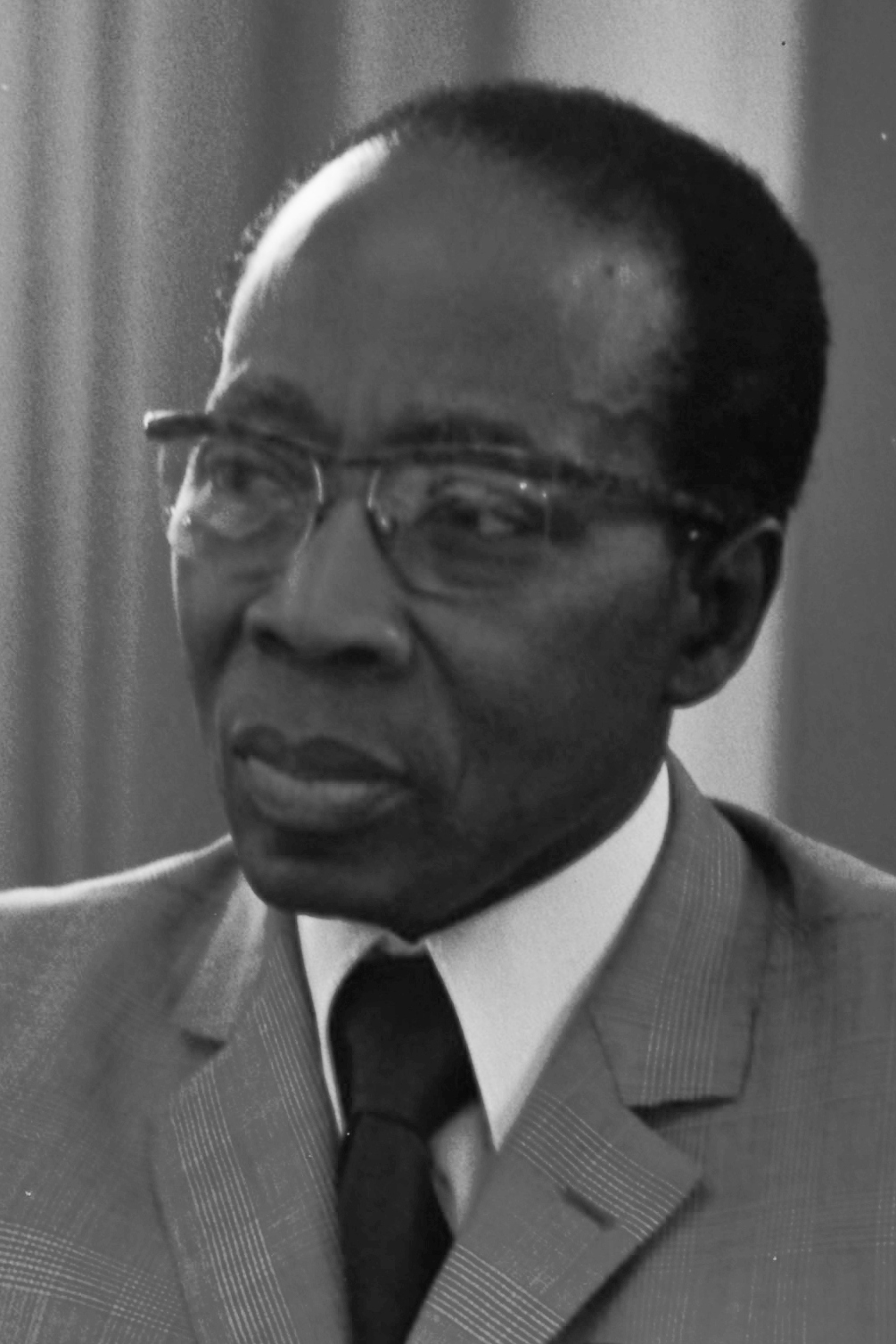
Léopold Sédar Senghor.

Personnalités majeures décédées en 2001
- 4 février : Iannis Xenakis (compositeur français d'origine grecque)
- 18 février : Balthus (peintre français)
- 19 février : Charles Trenet (chanteur français)
- 3 juin : Anthony Quinn (acteur mexico-américain)
- 27 juin : Jack Lemmon (acteur américain)
- 16 juillet : Morris (dessinateur et scénariste de B.D. belge)
- 6 août : Jorge Amado (écrivain brésilien)
- 2 septembre : Christiaan Barnard (chirurgien sud-africain)
- 22 septembre : Isaac Stern (violoniste américain)
- 29 novembre : George Harrison (chanteur et musicien britannique)
- 12 décembre : Jean Richard (acteur et directeur de cirques français)
- 19 décembre : Gilbert Bécaud (chanteur français)
- 20 décembre : Léopold Sédar Senghor (homme politique et écrivain sénégalais)